# Operación Anorí
La Operación Anorí fue una operación militar llevada a cabo por la Quinta Brigada, parte de la Segunda División del Ejército Nacional de Colombia, contra guerrilleros del Ejército de Liberación Nacional (ELN) entre el 7 de agosto y el 18 de octubre de 1973 en zona rural de la población de Anorí, en el departamento de Antioquia, Colombia. Tras la operación, el gobierno del presidente Misael Pastrana Borrero, dio un parte de victoria que confirmaba el desmantelamiento del ELN.
Fuentes del Ejército Nacional han elogiado al entonces Coronel Hernán Hurtado Vallejo por su capacidad de ejecución, y destacan la operación como una de las más exitosas en la lucha entre el estado colombiano y las grupos guerrilleros.

## Antecedentes
En junio de 1972, el Ejército Nacional decomisó en una operación ofensiva efectuada en la vereda Los Canelos (sur de Bolívar), valiosos documentos pertenecientes a Fabio Vásquez Castaño; con base en esta información los militares pudieron capturar a unos 210 miembros de las milicias urbanas en Aguachica, Charta, Bucaramanga, Socorro, Bogotá, Medellín, San Vicente de Chucurí y Barrancabermeja. La Quinta Brigada, con sede en Bucaramanga y bajo el mando del Coronel Ramón Arturo Rincón Quiñones, incrementó las operaciones en los primeros meses de 1973, obligando a los subversivos a concentrar sus hombres en la margen occidental del río Magdalena, dejando solo un pequeño destacamento en Santander.
A finales de 1972, dos columnas del ELN, al mando de Manuel Vásquez Castaño y Ricardo Lara Parada, se encontraban al noreste del departamento de Antioquia, donde ya la organización había ejecutado acciones armadas como la Toma de Remedios. La columna de Manuel Vásquez, con 40 hombres, decidió desplazarse un poco más al oeste de su radio de acción habitual y en enero de 1973, el ELN creó un campamento entre los municipios de Amalfi y Anorí. En el mes de abril, empezaron a actuar en las poblaciones de El Banco, Tenche, Santiago y Santa Inés.
El propósito de la guerrilla era cruzar los ríos Porce, Nechí y Cauca, y la carretera Medellín-La Costa, y establecer presencia en las regiones del Nudo de Paramillo sobre la Cordillera Occidental, considerada para ese entonces como una posición estratégica.

## Operación
La columna de Manuel Vásquez, que había casi duplicado sus efectivos de 40 a cerca de 80, pronto lanzó ataques tipo guerrilla, con golpes de mano y emboscadas contra patrullas del Ejército. El 23 de junio los rebeldes secuestraron a dos soldados que vestidos de civil efectuaban labores de inteligencia. Ambos fueron torturados y posteriormente ejecutados. Dos días más tarde otra patrulla fue emboscada cerca de Amalfi y tres soldados fueron asesinados.
Dos coroneles, Álvaro Riveros Abella, comandante de la Cuarta Brigada, y Calixto Cascante, su Jefe de Estado Mayor, apoyan en mando la operación de búsqueda del foco guerrillero, el martes 7 de agosto. Sin embargo, según fuentes militares, el cerebro de la operación fue el entonces Coronel de Artillería Hernán Hurtado Vallejo.
La operación fue ejecutada por fuerzas combinadas de las brigadas IV, con jurisdicción sobre la región del Porce– Nus y el nordeste antioqueño, y V, con mando sobre el Magdalena Medio. En la dirección de las operaciones conjuntas se encontraba el Comando Operativo N.º 10 del Ejército, cuyo comandante era el Coronel Hernán Hurtado Vallejo, (CO10), unidad que contaba con varios batallones de Ejército, unidades de la Fuerza Aérea, y de la Infantería de Marina. Durante las primeras semanas la acción del Ejército se centra en tender un cerco, cerrar las vías de escape y saturar de patrullas el área, forzando la constante movilización de los guerrilleros, que empiezan a agotar sus bastimentos. Pese a las dificultades, estos continúan desplegados en dos columnas entre los corregimientos de Charcón y Madre Seca: una en vanguardia, más reducida y que abre la marcha; la otra en retaguardia, con el grueso de los hombres, que son en total alrededor de 70 u 80. 
No obstante, es solo a principios de septiembre cuando desertan 2 rebeldes, de quienes los militares obtienen información confiable sobre la ubicación de las unidades del ELN. El día 2 de septiembre se pone en marcha la ofensiva a gran escala, durante la cual se produce el hundimiento de una lancha cerca de Zaragoza (Antioquia), que termina con la muerte de 14 soldados del Batallón Rook. Sin embargo la arremetida no se detiene, y hay un detalle que será crucial para el éxito de la operación: los campesinos no colaboran con los subversivos, y en cambio facilitan el trabajo del Ejército. Las tropas son movilizadas rápidamente, utilizando la carretera que une a Medellín con Yarumal, el ferrocarril a Puerto Berrío, el río Nechí, y la vía aérea, habilitando el aeropuerto de Amalfi y unos helipuertos construidos en Anorí, Zaragoza, Tamí, Cedeño y Pato. Además se establece un estricto control sobre la población campesina y se expiden salvoconductos para registrar el movimiento de los civiles.
La ofensiva se profundiza. Con todos los medios helicoportados disponibles, y el apoyo de unidades de la Infantería de Marina que bloquean con patrulleras fluviales los ríos Nechí y Porce, las tropas contraguerrilla de los batallones Colombia, Rook, Rifles, Bomboná, Pichincha, Ayacucho, Ricaurte y Bogotá, logran cercar a la columna guerrillera. Son alrededor de 80 los rebeldes que quedan atrapados en medio de los ríos ya citados, de aguas muy caudalosas. Y en plena época invernal necesitan la colaboración de los campesinos para cruzar por los pasos conocidos; estos se muestran reticentes a ayudarlos. 
El 11 de septiembre las tropas les asestan el primer golpe de importancia, cuando logran sorprender a una partida que acampaba a orillas de una quebrada. Pero es después del 21 de ese mismo mes, cuando mueren 6 insurgentes y 10 más son capturados, que la fuerza guerrillera empieza a disolverse aceleradamente; en las jornadas posteriores se entregan varios militantes recién enrolados. Uno a uno, en los hostigamientos que siguen, van cayendo los cuadros más importantes. Tras un mes de constantes hostigamientos, para mediados de octubre las bajas alcanzan las 60 (30 muertos e igual número de detenidos o rendidos). Solo sobreviven, con 4 acompañantes, los hermanos Manuel y Antonio Vásquez Castaño, que dirigían la guerrilla. Logran cruzar el Rio Nechí, pero un día después, el 18 de octubre, ambos cabecillas son abatidos a orillas del Río Porce, en la finca El Astillero. Un sargento del Batallón Rook, Miguel Ángel Saavedra, cae también en la batalla final.

## Desenlace
Siendo las 13:00 del 19 de octubre de 1973 se escuchó la clave que él mismo había ideado en el transcurso de la operación. La frase equivalía a la orden de silencio total de radios. Era seguro que una de las patrullas bajo su mando había tenido contacto con el enemigo. Las demás debían aguardar órdenes para ubicarse en los puntos de cierre que él indicaría.
Supo entonces que este llamado solo podía tener un significado: el fin de la persecución que se había iniciado contra el ELN en la geografía de Anorí meses atrás, algo más de 70 días de acecho vehemente en las montañas y selvas de ese poblado del nororiente Antioqueño bañado por los ríos Nechí y Porce. En fracción de segundos, la voz que al otro lado de la radio confirmaba los pensamientos del Coronel lo transporto mentalmente a la primera semana de agosto de ese año. Recordó que en ese entonces su objetivo era dar con el paradero de Ricardo Lara Parada, uno de los cabecillas del ELN.  Según la Inteligencia Militar, el insurgente andaba con 80 hombres en inmediaciones de los puntos La Caída y El Toro, sobre el río Porce. Un mes después, el entonces coronel Hurtado se enteró por inteligencia militar directa en el área de operaciones que no se enfrentaba a Lara Parada ni a sus lugartenientes sino a las cuadrillas de Noé y de los hermanos Antonio y Manuel Vásquez Castaño, alias Emiliano y Jeronimo, quedando claro para el oficial que el ELN había dejado su centro natural de acción en el sur de Bolívar, el nordeste Antioqueño y el noroeste de Santander, en pleno corazón del Magdalena Medio. Del mismo modo, que había iniciado una travesía oriente-occidente para incursionar en Córdoba, desde Caucasia, luego pasar por Amalfi, El Bagre y Anorí.  La Gente de Anorí fue pieza clave en la obtención de información de inteligencia. Para ello, los soldados habían recibido la orden de tratar muy bien a la gente, hacerse amigos de los campesinos y colaborarles cuando lo requirieran. El propio Comandante del CO-10 instalaba carpas en las veredas los días domingo e invitaba a campesinos a contarle lo que habían visto, o bien les hablaba desde el púlpito de la iglesia. 
La astucia también jugó un papel determinante. En algunos casos se habían instalado cerca a las casas puestos de observación ocultos y en otros se puso en marcha el Plan Hogar, procedimiento que consistió en tener soldados vestidos de civil en las fincas, con consentimiento de los dueños. Las casas amigas eran marcadas con trapos blancos en el techo, de forma que se podían distinguir desde el helicóptero Bell 205 UH-1H Huey, de comando y control.
En el transcurso del mes de agosto se habían presentado contactos con el enemigo que permitieron la captura de guerrilleros. Otros se habían empezado a entregar luego de desertar de las cuadrillas de Antonio y Manuel, lo que permitió obtener información valiosa sobre la ubicación, desplazamiento y demás información relevante que permitió al coronel Hurtado Vallejo organizar una persecución en caliente sin perder el rastro del grupo.
Para la fecha, todos los efectivos del Comando Operativo 10 (CO-10) estaban concentrados entre los ríos Porce y Nechí. Sin embargo, el grupo de guerrilleros se había logrado zafar de los perseguidores y huían por el área comprendida entre los ríos Nechí y Anorí. Era necesario cambiar el operativo.
El coronel Hurtado Vallejo ordenó la movilización de 840 hombres de un teatro de operaciones a otro. Doce horas duro el traslado que se realizó a pie y en tres helicópteros.
El 5 de septiembre soldados orgánicos del batallón Colombia capturaron en el casco urbano de Anorí a Gabriel y Nobor Sepulveda. La pareja de hermanos había desertado del grupo de los Vásquez Castaño, confirmaron que iban en dirección a la quebrada Usura, y desde ahí, las tropas del CO-10 no volvieron a perder su rastro.
Tres disparos de Fusil G-3 y carabina M-1 sacaron al coronel Hurtado Vallejo de su regresión. Segundos antes de abordar el helicóptero Huey, el coronel realizó contacto radial con los hombres del batallón Pichincha que habían ubicado las huellas frescas de los tres fugitivos en la quebrada El Barcino.
- No son simples bandidos. Se trata de Emiliano y Jeronimo, y la mujer es Lucía -le dijo con vehemencia a los soldados de la compañía que efectuaba el cierre– ¡Los acabamos!
En aquel momento solamente quedaban vivos tres guerrilleros de los 80 del grupo madre que habían iniciado la empresa cuyo objetivo final era llegar a Córdoba. 
El 1 de octubre, unos campesinos dieron aviso a tropas del Batallón Bomboná sobre la presencia de un extraño en una de las fincas, quien luego de un combate murió: “Tito”, quien fungía como estafeta de los cabecillas en fuga y a quien incautaron un fusil G-3, una granada de fragmentación, proveedores, munición y dotación.
A las 14:30 del día siguiente, campesinos de la vereda Santa Inés confirmaron el paso de “Emiliano” y “Jeronimo”. El 8 de octubre se registraron otros nueve contactos armados que revelaban que el esfuerzo del comando operativo iba por buen camino.
Trece días después, dos guerrilleros cayeron en poder de la Compañía Arpón y fueron identificados como alias “Faber” y alias “Wilson”.  Durante la entrevista de inteligencia aseguraron que únicamente quedaban vivos los hermanos Vasquez Castaño, “Lucia”, “Rocío”, “Heriberto” y “El tío Efren”.
El 16 de octubre fue asesinado en pleno combate “Heriberto”. Veinticuatro horas más tarde “Rocío” decidido entregarse y “El tío Efrén” fue asesinado en combate con un pelotón de la Compañía Búfalo del Batallón Pichincha.

## Finalización y consecuencias
Mientras la desmoralización de los hermanos Vásquez Castaño era total, en el CO-10 los ánimos habían alcanzado el punto más alto. Entonces los soldados de los Batallones Bomboná y Pichincha apretaron el cerco y la presión, y fue así como hambrientos, cansados y totalmente desorientados los soldados de la compañía Hiena Dos del Batallón Pichincha los sorprendió mientras la clave retumbaba en los oídos del coronel Hurtado Vallejo, quien minutos antes aterrizaba en la zona de combate. Tres fusiles Galil dejaron escapar su aliento, y en medio del combate los cuerpos de los fugitivos se desplomaron sellando con broche de oro la Operación Anorí, que aunque suene paradójico nunca existió como tal, ya que el Comando del Ejército nunca puso en ejecución una ORDOP con el nombre de Anorí, como tampoco lo hizo el CO-10. Tal como lo explicaba el Mayor General Hernán Hurtado Vallejo, bajo ese nombre se reunió una serie de operaciones ordenadas por el Comando del Ejército entre julio y octubre de 1973. Estas fueron ejecutadas en el contexto de una situación continuada por las tropas bajo su mando.
El Ejército eliminó una columna de 80 guerrilleros, lo que en su momento equivalía a una tercio del total de la fuerza en cuadrilla del ELN. Los comandantes Manuel y Antonio eran además dos de los cabecillas más prominentes de la cúpula de esa organización. Sus cadáveres fueron expuestos ante la prensa en el campo de fútbol de la IV Brigada en Medellín, para que fueran reconocidos. Días después, el 20 de febrero de 1974, fue abatido el sacerdote y comandante Domingo Laín por el Ejército Nacional.
Fabio Vásquez logró escapar de la encerrona del Ejército y huyó a Cuba, tras ser amenazado por sus propios hombres, que querían aplicarle un juicio revolucionario.  El ELN quedó diezmado después de la derrota y no pudo reorganizarse sino hasta después de 1983, bajo el mando del "Cura Pérez".
Por Decreto Presidencial 2303 del 12 de noviembre de 1973, el presidente Misael Pastrana Borrero confirió la Orden de Boyacá a los miembros de las Fuerzas Militares que participaron en la Operación Anorí.
El coronel Ramón Arturo Rincón Quiñones fue asesinado por el ELN en 1975 en Bogotá.